# Regeringen Cajander III
Regeringen Cajander III var det självständiga Finlands 22:a regering bestående av Framstegspartiet, Socialdemokraterna, Agrarförbundet och Svenska folkpartiet. I regeringen ingick även opolitiska fackministrar. Regeringen var en majoritetsregering och statsminister A.K. Cajander var Framstegspartiets partiledare. Ministären regerade från 12 mars 1937 till 1 december 1939.
Regeringen Cajander III var en så kallad rödmylleregering som inledde det långvariga regeringssamarbetet mellan SDP och Agrarförbundet. President Kyösti Kallio gav regeringen sitt starka stöd men höll själv i bakgrunden utan att ta en alltför stor dagspolitisk roll. Regeringen löste språktvisten som gällde Helsingfors universitet och inrikesminister Urho Kekkonen bekämpade extremhögern. Slutgiltig försoning efter inbördeskriget 1918 var en viktig målsättning som också användes som motivering för den antifascistiska politiken. Vinterkriget som bröt ut i slutet av regeringsperioden förenade nationen på ett effektivt sätt.
Försvarsbudgeten var njugg och många soldater fick enbart en kokard och ett bälte till uniform av armén då vinterkriget bröt ut. Denna avsaknad av militär uniform kallades modell Cajander.
| Minister                                                                                               | Ämbetsperiod                                                                                    | Parti                                                     |
| --- | ----------------------------------------------------------------------------------------------- | --------------------------------------------------------- |
| Statsminister A.K. Cajander                                                                            | 12 mars 1937–1 december 1939                                                                    | Framstegspartiet                                          |
| Utrikesminister Rudolf Holsti Väinö Voionmaa Eljas Erkko                                               | 12 mars 1937–16 november 1938 16 november 1938–1 december 1938 12 december 1938–1 december 1939 | Framstegspartiet Socialdemokraterna Framstegspartiet      |
| Justitieminister Arvi Ahmavaara Albin Ewald Rautavaara J.O. Söderhjelm                                 | 18 mars 1937–11 januari 1938 11 januari 1938–13 oktober 1939 13 oktober 1939–1 december 1939    | opolitisk (Samlingspartiet) opolitisk Svenska folkpartiet |
| Inrikesminister Urho Kekkonen                                                                          | 12 mars 1937–1 december 1939                                                                    | Agrarförbundet                                            |
| Försvarsminister Juho Niukkanen                                                                        | 12 mars 1937–1 december 1939                                                                    | Agrarförbundet                                            |
| Finansminister Väinö Tanner                                                                            | 12 mars 1937–1 december 1939                                                                    | Socialdemokraterna                                        |
| Undervisningsminister Uuno Hannula                                                                     | 12 mars 1937–1 december 1939                                                                    | Agrarförbundet                                            |
| Jordbruksminister Pekka Heikkinen                                                                      | 12 mars 1937–1 december 1939                                                                    | Agrarförbundet                                            |
| Biträdande jordbruksminister Juho Koivisto                                                             | 12 mars 1937–1 december 1939                                                                    | Agrarförbundet                                            |
| Minister för kommunikationsväsendet och allmänna arbetena Hannes Ryömä Väinö Salovaara                 | 12 mars 1937–2 september 1938 2 september 1938–1 december 1939                                  | Socialdemokraterna                                        |
| Biträdande minister för kommunikationsväsendet och allmänna arbetena Väinö Salovaara Pietari Salmenoja | 12 mars 1937–2 september 1938 2 september 1938–1 december 1939                                  | Socialdemokraterna                                        |
| Handels- och industriminister Väinö Voionmaa                                                           | 12 mars 1937–16 november 1938                                                                   | Socialdemokraterna                                        |
| Socialminister J.W. Keto Karl-August Fagerholm                                                         | 12 mars 1937–9 november 1937 9 november 1937–1 december 1939                                    | Socialdemokraterna                                        |
| Biträdande socialminister Oskari Reinikainen                                                           | 12 mars 1937–1 december 1939                                                                    | Socialdemokraterna                                        |
| Folkförsörjningsminister Rainer von Fieandt                                                            | 20 september 1939–1 december 1939                                                               | opolitisk                                                 |
| Minister utan portfölj Ernst von Born                                                                  | 13 oktober 1939–1 december 1939                                                                 | Svenska folkpartiet                                       |

## Fotnoter
1. ↑  Kallio, Kyösti. Finlands nationalbiografi. (engelska)
2. ↑  World War II in color Arkiverad 4 mars 2016 hämtat från the Wayback Machine.. (engelska)
3. ↑  22. Cajander III Arkiverad 1 september 2017 hämtat från the Wayback Machine. Statsrådet. (finska)